# Gotvendia dispar
Gotvendia dispar is een rechtvleugelig insect uit de familie Mogoplistidae. De wetenschappelijke naam van deze soort is voor het eerst geldig gepubliceerd in 1927 door Bolívar.